# لميا يمين
لميا يمين (فبراير 1974 في زغرتا، لبنان -) مهندسة معمارية لبنانية، شغلت منصب وزير العمل في حكومة حسان دياب في 21 يناير 2020، وفي 10 أغسطس 2020، استقالت الحكومة، وتولت تصريف الأعمال لحين تشكيل حكومة نجيب ميقاتي في 10 سبتمبر 2021.

## سيرة شخصية
حاصلة على دبلوم الدراسات العليا في الهندسة المعمارية من الجامعة اللبنانية، وعلى دبلوم الدراسات العليا كأخصائية في الترميم والحفاظ على الأوابد والمواقع التاريخية من الجامعة اللبنانية بالشراكة مع مركز شايو عام 2001، وهي أستاذة في الجامعة البنانية منذ 2002.

## استقالة الحكومة
في 10 أغسطس 2020، أعلن حسان دياب استقالة حكومته على خلفية انفجار مرفأ بيروت الذي وقع في 4 أغسطس 2020، على أن تقوم الحكومة بتصريف الأعمال لحين تشكيل حكومة جديدة.